# 點指賊賊賊捉賊
《點指賊賊賊捉賊》（Good Against Evil），香港電視廣播有限公司拍攝製作的懷舊懸疑劇集。於2002年海外發行，2006年12月於翡翠台深夜首播。

## 故事大綱
盜賊劉蛟龍（溫兆倫飾）身手不錯，若不是他俠骨仁心，奉行三不偷的原則，他的生活便不會如此拮据。生活清苦，筆友巢誕誕（蒙嘉慧飾）是蛟龍生命中的清泉。一夜間，蛟龍的身份來了個一百八十度的轉變。一晚，準備作案的蛟龍遇上了命案，更巧合的是死者華克探長（溫兆倫分飾）與蛟龍竟長得一模一樣！蛟龍正錯愕之際，警察到來了，更把蛟龍誤當作克。蛟龍為免被誤會是兇手，遂將錯就錯，從此以克的身份出現。
蛟龍換上了克的身份後經濟不錯大為改善，但他同時也得承受克的過去。克惡名昭彰，壞事做盡，警探練劍鋒（錢嘉樂飾）、誕誕甚至克父華三省（石修飾）均對他深痛惡絕。心愛的誕誕視己如仇人，蛟龍大為痛心，於是決定替克改變形象。蛟龍終感動誕誕，二人共墮愛河。正當蛟龍完全代入了克的角色之際，克的屍體被發現了！蛟龍誓要把真兇緝拿歸案，調查發現，克遇害當晚誕誕曾在他的別墅出現。蛟龍正猶豫應否拘捕誕誕之際……

## 演員表

### 劉家
| 演員   | 角色   | 暱稱／關係                                                            |
| 溫兆倫 | 劉蛟龍 | 盜賊 劉飛鳳之哥哥 鍾情巢誕誕，後為其夫 余璧虎之好友 於第2集起假扮華克 |
| 唐 寧  | 劉飛鳳 | Mary 劉蛟龍之妹妹 邵大偉之女友                                        |

### 華家
| 演員   | 角色     | 暱稱／關係 |
| 黎 宣  | 華梅暗香 | 華三省之母 華克之奶奶                                                                                                |
| 石 修  | 華三省   | 電台DJ 華梅暗香之子 華克之養父 紫葡萄之舊情人                                                                        |
| 溫兆倫 | 華 克    | 探長，為人橫行霸道、恃勢凌人 華梅暗香之孫（無血緣關係） 芳之親子 華三省之養子 因服食過量毒品而死亡，死後被劉蛟龍假扮 |
| 余慕蓮 | 蓮 姐    | 傭人 |

### 巢家
| 演員   | 角色     | 暱稱／關係                                                                                  |
| 羅樂林 | 巢思故   | 巢記粉果店老闆 巢丁世妹之夫 巢誕誕之父 巢冬至之養父                                         |
| 韓馬利 | 巢丁世妹 | 巢思故之妻 巢誕誕之母 巢冬至之養母                                                          |
| 蒙嘉慧 | 巢誕誕   | 巢思故、巢丁世妹之女 巢冬至之姐（無血緣關係） 容小典之好友，被其暗戀 劉蛟龍之女友，后為其妻 |
| 李泳豪 | 巢冬至   | 巢思故、巢丁世妹之養子 巢誕誕之弟（無血緣關係）                                             |

### 練家
| 演員   | 角色   | 暱稱／關係                          |
| 秦 煌  | 練武功 | 當舖老闆 練劍鋒之父                 |
| 錢嘉樂 | 練劍鋒 | John 警察 劉蛟龍之宿敵 邵安琪之男友 |

### 邵家
| 演員   | 角色   | 暱稱／關係                                    |
| 王 偉  | 邵振偉 | 首富 邵大偉、邵安琪之父                       |
| 杜大偉 | 邵大偉 | David 邵大偉之子 邵安琪之哥 劉飛鳳之男友      |
| 楊 怡  | 邵安琪 | Angel 女警 邵振偉之女 邵大偉之妹 練劍鋒之女友 |

### 其他演員
| 演員   | 角色   | 暱稱／關係                                           |
| 吳美珩 | 容小典 | 樂滿都歌女 暗戀巢誕誕 針對華克（實為劉蛟龍），後和好 |
| 鄧萃雯 | 紫葡萄 | 葡萄姐 華三省之舊情人 雷天豹之妻                     |
| 李家聲 | 余璧虎 | 劉蛟龍之好友 容小典之男友                            |
| 劉 江  | 牛 津  |                                                      |
| 艾 威  | 徐三富 |                                                      |
| 廖啟智 | 伍浩昌 |                                                      |
| 魯文傑 | 朱晉誠 |                                                      |
| 羅 莽  | 黃局長 |                                                      |
| 駱應鈞 | 雷天豹 | 豹哥 黑幫／木偶                                      |
| 魯振順 | 吳國棟 | 容小典之未婚夫                                       |
| 黃德斌 | 黑仔達 | 豹哥之手下                                           |
| 鄭家生 | 大爛財 | 豹哥之手下                                           |
| 古明華 | 豬仔榮 |                                                      |
| 尤 程  |        | 伍浩昌之妻                                           |
| 張松枝 | 沈家明 | Stanley                                              |
| 馬國明 | Sam    | 邵振偉之私人助理                                     |
| 方伊琪 | 芳     | 華克之生母                                           |

## 電視節目的變遷
| 上一套： 乾隆王朝 11月22日-12月19日 | 翡翠首映（第五線首播劇集） 點指賊賊賊捉賊 12月20日-2007年1月4日 03:15-05:00 | 下一套： 鄭板橋 1月5日-1月24日 |